# Bernard Dorival
Pour les articles homonymes, voir Dorival.
Bernard Dorival, né le 14 septembre 1914 à Paris et mort le 11 décembre 2003 à Thiais, est un historien de l'art et critique d'art français.
Ami de nombreux artistes français et étrangers du XXe siècle, il est conservateur au musée national d'Art moderne de Paris (1941-1968) et enseignant à l'École du Louvre (1941-1965).
Il est l'auteur d'ouvrages sur l'art moderne français : Les étapes de la peinture française contemporaine (1943-1946), Les peintres du XXe siècle, L'école de Paris au Musée national d'art moderne.
Chargé de l'organisation du musée national des Granges de Port-Royal, Bernard Dorival rédige en 1976 le catalogue raisonné de Philippe de Champaigne.

## Biographie
Bernard Dorival est né dans un milieu de collectionneurs et d'artistes par sa mère Suzanne Beurdeley, et de musiciens par son père André Dorival.
Après une scolarité au lycée Carnot, il entre en classes préparatoires littéraires au lycée Condorcet, puis en 1934, il est admis à l'École normale supérieure de la rue d'Ulm. Il suit les cours d’Henri Focillon et de Pierre Lavedan, ainsi que le séminaire d'Ignace Meyerson. 
En 1935-1936, il rédige une thèse sur les représentations peintes de saint Jérôme et, à cette occasion, réunit une ample documentation photographique. En 1937, il est agrégé de lettres et est nommé professeur au lycée de Laon. Il garde toutefois des attaches avec l'École normale supérieure, par le biais des Équipes sociales de Robert Garric.
En décembre 1939, il est nommé pensionnaire de la Casa Velasquez à Madrid et en février 1940, il devient professeur à l'Institut français et au lycée de Barcelone.
Le 1er janvier 1941, il est nommé chargé de mission au musée national d'Art moderne (MNAM), qui n'a plus de conservateur depuis que Jean Cassou a été révoqué par le régime de Vichy en septembre 1940. En mai 1941, Bernard Dorival devient conservateur adjoint du musée.
À la Libération, Jean Cassou est réintégré dans ses fonctions et œuvre avec Bernard Dorival à redéfinir une politique d'enrichissement des collections. Leur travail commun dure jusqu’en 1964.
Parallèlement Bernard Dorival enseigne à l'École du Louvre de 1941 à 1965, et il y occupe successivement les chaires d'histoire de la peinture française moderne (1942 à 1946) et d'histoire de la peinture française ancienne. Il multiplie les conférences en France et à l'étranger en Europe, en Amérique latine, au Canada, au Maroc, en Inde et au Japon.
À l'École du Louvre, il rencontre en 1942 une étudiante de huit ans sa cadette, Claude de la Brosse, qui devient son épouse, et avec qui il a quatre enfants : Gilles (né en 1945, professeur d’Université), Anne (née en 1946, psychothérapeute), Pascal (né en 1949, dirigeant d’entreprise) et Jérôme (né en 1950, compositeur et musicologue).

## Le Musée national d'art moderne
Alors que d’autres capitales se sont déjà dotées de musées avec des collections d'art vivant moderne ; le Museum of Modern Art (New-York) en 1929, le Kunstmuseum (Bâle) en 1933, le Stedelijk Museum Amsterdam en 1936, la France ne possède pas encore son musée d'art moderne. Comme le rapporte Mégane Garito, après l'exposition des arts et techniques industrielles à Paris en 1937, et la construction des palais de Chaillot , palais d'Iéna et palais des Musées d'art moderne (ou palais de Tokyo), les collections du musée du Luxembourg (musée de transit) et du musée des Écoles Étrangères contemporaines du Jeu de Paume sont entreposées au palais de Tokyo, qui est en travaux, en prévision de l'ouverture future d'un Musée d’art moderne. Étant donné que durant les années 1930, le danger nazi et antisémite se profile, nombre d’artistes et de grands marchands d'arts, défenseurs des avant-gardes artistiques ont pris le chemin de l'exil pour se réfugier le plus souvent aux États-Unis. La France qui rayonnait depuis le début du siècle comme terre d’accueil d’artistes venus du monde entier se vide de ses artistes. Dès 1939, les œuvres d’art les plus précieuses sont évacuées vers la province, notamment vers la commune de Valençay (Indre), les châteaux de Chambord (Loir-et-Cher), de Cheverny (Loir-et-Cher), de Fougères-sur-Bièvre (Loir-et-Cher), de Sourches (Orne), de Brissac (Maine-et-Loire) et de Courtalain (Eure-et-Loir).
Après la défaite de 1940, une grande partie de la France est occupée par les autorités nazies qui souhaitent imposer leur vision de l'art, à l’opposé de ce qu’ils considèrent, à partir de l’art impressionniste, comme art dégénéré. Ils organisent notamment une exposition des sculptures de leur artiste préféré Arno Breker, à l'Orangerie en 1942. Lorsque Bernard Dorival est nommé conservateur adjoint en 1941, il est âgé de 27 ans et est le plus jeune conservateur au sein d’une équipe qui comprend des personnalités d'âge relativement plus mûr comme Jacques Jaujard ou Pierre Ladoué, qu'il entrainera au Salon de Mai. 
Soudain en juillet 1942, Pierre Ladoué et Bernard Dorival apprennent par deux officiers allemands que le musée, ou plutôt le bâtiment, stratégiquement placé au cœur de Paris, serait très prochainement réquisitionné afin d'installer des services allemands de radio. Aussitôt, pour réagir, avec l'accord du gouvernement, Louis Hautecœur fait annoncer l'inauguration imminente du musée. Les équipes s'activent ; Bernard Dorival dresse une liste des œuvres à exposer, en fait rapatrier bon nombre des dépôts de province et le 6 août 1942, l’ouverture du Musée national d’art moderne est proclamée. 665 œuvres sont réunies pour l'occasion : peintures, sculptures, dessins, mobilier et médailles et quelque 323 artistes sont représentés.
Bernard Dorival fait entrer des œuvres de nombre des artistes qu’il apprécie au MNAM et il obtient d’eux plusieurs legs et donations (ainsi, l’atelier Brancusi, les Delaunay, Dufy, André Dunoyer de Segonzac, Wassily Kandinsky, Zoltán Kemény, Kupka, Antoine Pevsner, Rouault), le grec Alkis Pierrakos. À plusieurs d'entre eux, il consacre des expositions, au MNAM et dans diverses villes de province : entre autres, Bonnard, Alexander Calder, Marc Chagall, Delaunay, Dada, Maurice Denis, Kees van Dongen, Dufy, Kemeny, Paul Klee, Amédée de la Patellière, Le Corbusier, Albert Marquet, Constant Permeke, Pevsner, Rouault, Paul Signac, Pierre Soulages, Édouard Vuillard, les Fauves.
Parmi les peintres et sculpteurs de sa génération, Jean-Michel Atlan (auquel il consacre une monographie en 1962, Atlan, essai de biographie artistique), Jean Bazaine (dont il admire les vitraux de l’église Saint-Séverin), Hans Hartung (qui dut organiser lui-même sa rétrospective à la suite de la démission de Bernard Dorival de ses fonctions au MNAM), Ladislas Kijno (qu’il connait par le Plateau d’Assy), Alfred Manessier (dont il se sent proche par la spiritualité), Jean Le Moal (dont il préface l'exposition rétrospective à Metz en 1963), Nicolas de Staël (à qui il achète Composition en gris et vert dès 1950 pour le MNAM), Édouard Pignon, Pierre Soulages, Árpád Szenes, Maria Elena Vieira da Silva et Zao Wou-Ki (qui furent tous des amis proches).

## Le musée national des Granges de Port Royal
Tandis qu’il est conservateur au MNAM, Bernard Dorival est chargé de l’organisation du musée national des Granges de Port-Royal. Son goût pour Pascal, Racine, le milieu des Solitaires, du jansénisme et la peinture de Philippe de Champaigne est ancien. En 1944, tandis qu’au château de Cheverny, il assure la conservation d’une partie des collections du musée du Louvre[réf. souhaitée] qui avaient été évacuées, il rédige une étude sur le théâtre de Racine analysé à la lumière de l'éducation reçue auprès de ces Messieurs ; dans un livre, paru en 1946 sous le titre Du côté de Port-Royal. Essai sur l’itinéraire spirituel de Racine. En 1952, il participe à l'organisation d’une grande exposition Philippe de Champaigne à l'Orangerie des Tuileries,. La même année, il devient Président de la Société des amis de Port-Royal, fonction qu'il assure jusqu'en 1977.
En 1955, il est chargé de mettre en place le musée des Granges de Port-Royal (aujourd'hui musée national de Port-Royal des Champs) dans les bâtiments que l'État vient d'acheter. Il est le premier conservateur de ce musée (poste sans traitement). Le bâtiment du XVIIe siècle, dit des « Petites Écoles » est restauré entre 1958 et 1962 et Le musée inauguré le 14 juin 1962, en présence d'André Malraux, secrétaire d'État chargé des affaires culturelles.
Bernard Dorival y organise plusieurs expositions, dont il rédige les catalogues : Racine et Port-Royal, en 1955 ; Pascal et les Provinciales, en 1956 ; Philippe de Champaigne et Port-Royal. En 1957, une représentation d’Esther est donnée. En 1963, il publie Le Musée National des Granges de Port-Royal. Après son départ, en 1968, Bernard Dorival publie en 1978, L'Album Pascal dans la collection des Albums de la Bibliothèque de la Pléiade.

## Thèse sur Philippe de Champaigne
En septembre 1968, peu après les événements de mai 1968, pendant lesquels le MNAM est fermé, Bernard Dorival démissionne de ses fonctions de conservateur. Il présente sa candidature comme chargé de recherche au CNRSpour terminer sa thèse sur Philippe de Champaigne.
Il rédige sa thèse sur Philippe de Champaigne en moins de cinq ans et la soutient en février 1973. Dans la foulée, il est élu professeur d’histoire de l’art contemporain à Paris IV-Sorbonne. Lors de ses séminaires, il invite ses amis artistes à parler de leurs activités de créateurs. Il emmène ses étudiants dans les grands musées de France et d’Europe. Il dirige des thèses et forme des élèves, comme Guila Ballas, Philippe Dagen, Philippe Grunchec, Jean-Michel Leniaud, François Lenell, Jean-Claude Lesage, Anne Maisonnier, Arnaud Pierre, Alain Vircondelet. Il publie plusieurs livres : Robert Delaunay, 1885-1941, Paris, 1975 ; Rouault, Tokyo, 1976 ; Philippe de Champaigne (1602-1674), la vie, l’œuvre et le catalogue raisonné de l'œuvre, deux tomes, Paris, 1976, ; dans le volume Baroque et classicisme au XVIIe siècle en Italie et en France de l'Histoire universelle de la peinture, les pages consacrées à La Peinture française au XVIIe siècle (1610-1715), Genève, 1979 ; Rouault, Paris, 1982.
En 1983, il prend sa retraite, conservant le titre de professeur émérite jusqu’en 1989. Il continue à écrire livres, articles et préfaces, notamment Vallotton, 1985 (en collaboration) ; Sonia Delaunay. Sa vie, son œuvre, 1885-1979. Notes biographiques, Paris, 1988 ; la même année, en collaboration avec Isabelle Rouault, Rouault. L’œuvre peint, deux tomes, Monte-Carlo ; le Supplément au catalogue raisonné de l’œuvre de Philippe de Champaigne, 1992 ; Jean-Baptiste de Champaigne (1631-1681), la vie, l'homme et l'art, 1992.

## Ouvrages
Bernard Dorival connait bien l’histoire générale de la peinture française, à laquelle il consacre son premier livre publié en 1942, La Peinture française en 1953 et en 1961, il dirige Les Peintres célèbres en deux volumes. Mais c'est la peinture française et européenne de la fin du XIXe siècle et du XXe siècle qui retient principalement son attention : entre 1943 et 1946, il publie les trois tomes des Étapes de la peinture française contemporaine ; d’autres livres importants suivront : La Belle Histoire de la Fée électricité de Raoul Dufy, Paris, 1953 ; Cinq études sur Georges Rouault, Paris, 1956 ; Les Peintres du XXe siècle (volume 1 Nabis, Fauves, Cubisme ; volume 2 Du Cubisme à l’Abstraction), Paris, 1957 ; L’École de Paris au Musée d’Art Moderne, Paris, 1961 ; Peintres contemporains, 1964 (tome 3 des Peintres célèbres) ; Le Dessin dans l’œuvre d'Antoine Pevsner, Paris, 1965 ; le quatrième tome de l’Histoire de l'Art de l'Encyclopédie de la Pléiade, Du réalisme à nos jours, Paris, 1969. Il publie également des catalogues d’exposition, ainsi que des nombreux articles et préfaces. Parmi les artistes du XXe siècle, d'intérêt pour Bernard Dorival , Pierre Bonnard, Georges Braque, Paul Cézanne (auquel il consacre un livre en 1948, Cézanne), Paul Gauguin (dont il publie le Carnet de Tahiti en 1954), Henri Matisse et Auguste Rodin. La créativité de Pablo Picasso le fascine. Entre autres peintres, il admire Robert et Sonia Delaunay (à chacun desquels il consacre une étude), Raoul Dufy (sur qui il rédige une monographie), Kupka (qu'il tient pour l'inventeur de l’abstraction), Georges Rouault (sur lequel il publie plusieurs ouvrages), Félix Vallotton (sur qui il donne une étude), Paul Krôn (sur qui il écrit également, Jacques Villon ; parmi les sculpteurs, Constantin Brancusi (qui légua son atelier au MNAM), Antoine Pevsner (sur qui il publie un livre), Germaine Richier (dont, avec d’autres, il obtient le retour du Christ en croix dans la nef de l’église du Plateau d’Assy) ; l'architecte Le Corbusier.
Parmi les très nombreux ouvrages (souvent traduits en anglais) de Bernard Dorival :
- La Peinture française (2 tomes), Paris, Larousse, 1941-1942.
- Rouault, Paris, L. Carré, 1942.
- François Desnoyer, Paris, Braun, 1943.
- Les Étapes de la peinture française contemporaine (3 tomes), Paris, Gallimard, 1943-1946.
- Du côté de Port-Royal, Paris, Gallimard, 1946.
- Cézanne, Paris, Fernand Hazan, 1948[26].
- Cézanne, Paris, Pierre Tisné, 1953.
- La Belle histoire de la Fée Électricité de Raoul Dufy, Paris, Hermann, 1953.
- Rouault, Genève, R. Kister ; Monaco, Union européenne d'éditions, 1956 (coll. Les grands peintres)
- Cinq études universitaires sur Rouault, Paris, Éditions universitaires, 1956.
- Jacques Villon, Genève, René Kister, 1957.
- Les Peintres du XXe siècle, Paris, Pierre Tisné, 1957[27].
- L'École de Paris au Musée national d'art moderne, Paris, Somogy, 1961.
- Jean-Michel Atlan : essai de biographie artistique, Paris, Pierre Tisné, 1962.
- André Marchand, exposition rétrospective 1933-1963, Arles, Musée Réattu, 1963.
- Préface de Ferdinand Desnos, 1901-1958 de Jean-Marie Girard, Éditions du Musée des beaux-arts de Tours, 1963.
- Pierre Szekely, Paris, Pierre Szekely, 1968.
- André Marchand, textes de Jacques Lassaigne et Bernard Dorival, Paris, galerie Emmanuel David, 1970.
- Robert Delaunay, Paris, Jacques Damase, 1975.
- Philippe de Champaigne: 1602-1674 : la vie, l'œuvre et le catalogue raisonné de l'œuvre, Paris, L. Laget, 1976.
- Album Pascal, iconographie réunie et commentée par Bernard Dorival, Bibliothèque de la Pléiade, RF, Paris, 1978.
- Sonia Delaunay, Paris, Jacques Damase, 1980.
- Rouault, Paris, Flammarion, 1982 (coll. Les Maîtres de la peinture moderne).
- Estève, Zürich, Galerie Nathan, 1990.
- Supplément au "Catalogue raisonné de l'œuvre de Philippe de Champaigne, Paris, L. Laget, 1992.
- Rouault, Paris, Flammarion, 1992[28].

## Distinctions et associations
- Chevalier de la Légion d'honneur (1954)[réf. souhaitée]
- Chevalier de l'ordre des Arts et des Lettres[29]
- Officier de l'ordre des Arts et des Lettres[29]
- Chevalier de l'ordre des Palmes académiques[réf. souhaitée]
- Officier de l'ordre des Palmes académiques[réf. souhaitée]

- Membre associé de l’Académie royale d’Archéologie de Belgique[réf. souhaitée]
- Membre correspondant de l’Académie de Barcelone[réf. souhaitée]

## Sources